# Ladenburg-Synthese
Die Ladenburg-Synthese ist eine Namensreaktion in der Organischen Chemie. Erstmals beschrieben wurde sie 1886 von dem deutschen Chemiker Albert Ladenburg (1842–1911). Sie beschreibt die erste Totalsynthese eines Alkaloids.

## Übersichtsreaktion
Diese Reaktion erlaubt es ausgehend von 2-Methylpyridin natürliches Coniin zu synthetisieren:

## Edukte, Zwischenprodukte und Details
Zuerst reagiert 2-Methylpyridin 1 mit  Acetaldehyd 2 bei 250 °C bis 260 °C unter Wasserabspaltung zu Prop-2-en-1-ylpridin 3. Im zweiten Schritt erfolgt mit Natrium und Ethanol die Hydrierung aller Doppelbindungen. Dabei entsteht das racemische Coniin (RS)-4. Die Trennung des Racemates [1:1-Gemisch aus (S)-4 und (R)-4] erfolgt mit L-(+)-Weinsäure nach der Diastereomerenmethode, also über diastereomere Salze. So wird (S)-Coniin (S)-4  (≡ natürliches Coniin) gewonnen. In der Mutterlauge findet man (R)-Coniin (R)-4.

## Historischer Hintergrund
Der Chemiker August Wilhelm Hofmann (1818–1892) veröffentlichte 1885 einen auf Experimenten beruhenden Strukturvorschlag für das Coniin. Sein Versuch aus Pyridin und Isopropyliodid durch Erhitzen 2-Propylpyridin zu synthetisieren und damit das Grundgerüst des Coniins zu erhalten, scheiterte allerdings. In einem neuen Anlauf orientierte sich Hofmann an der Kondensationsreaktion von Chinaldin mit Benzaldehyd, an der zu dieser Zeit Chemiker wie unter anderem Carl Ludwig Reimer (1856–1921) arbeiteten. Ladenburg hingegen untersuchte die Reaktion von Acetaldehyd und 2-Methylpyridin.

### Strukturbeweise
Um die Struktur von 3  zu belegen (NMR- und IR-Spektroskopie waren im 19. Jahrhundert noch unbekannt) wurde 3 oxidiert. Ladenburg erhielt als Reaktionsprodukt die damals aus anderen Zusammenhängen bekannte 2-Picolinsäure.
Für einen zweiten Strukturbeleg reduzierte Ladenburg das racemische Coniin (RS)-4 mit Zink.  Er erhielt Conyrin. Seine synthetisierte Substanz stimmte in allen bekannten physikalisch-chemischen Eigenschaften mit denen des authentischen Conyrins überein.
Schlussendlich gelang es Ladenburg mit L-(+)-Weinsäure das natürliche Coniin [(S)-Coniin ≡ (S)-4] aus dem racemischen Coniin Coniin (RS)-4 durch Racematspaltung zu erhalten.

## Varianten
Die Hydrierung der Doppelbindungen kann auch Mithilfe von Wasserstoff und eines Hydrierkatalysators entlang der Knoevenagel-Reaktion erfolgen.

## Historische Bedeutung
Ladenburg konnte eindeutig belegen, dass sich auch ein strukturell kompliziertes Alkaloid – zuvor durch Extraktion aus einer Pflanze isoliert – durch chemische Experimentierkunst synthetisieren lässt. Dieser Nachweis hat grundlegende Bedeutung bis heute, ähnlich wie die erste Vollsynthese eines organischen Naturstoffs überhaupt: Die Harnstoff-Synthese von Friedrich Wöhler.